# Törpevirágjáró
A törpevirágjáró (Dicaeum aeneum) a madarak osztályának verébalakúak (Passeriformes) rendjébe és a virágjárófélék (Dicaeidae) családjába tartozó faj.

## Rendszerezése
A fajt Jacques Pucheran francia zoológus írta le 1853-ban.

## Alfajai
- Dicaeum aeneum aeneum Pucheran, 1853
- Dicaeum aeneum becki Hartert, 1929
- Dicaeum aeneum malaitae Salomonsen, 1960[2]

## Előfordulása
Pápua Új-Guinea és a Salamon-szigetek területén honos. Természetes élőhelyei a szubtrópusi és trópusi síkvidéki és hegyi esőerdők, mangroveerdők, száraz erdők, gyepek és cserjések, valamint ültetvények, szántóföldek és vidéki kertek. Állandó, nem vonuló faj.

## Megjelenése
Testhossza 8 centiméter.

## Természetvédelmi helyzete
Az elterjedési területe nagy, egyedszáma pedig stabil. A Természetvédelmi Világszövetség Vörös listáján nem fenyegetett fajként szerepel.